# Birkende (plaats)
Birkende is een plaats in de Deense regio Zuid-Denemarken, gemeente Kerteminde. De plaats telt 605 inwoners (2020).

## Geboren
- Hans Tausen (1494-1561), Deens theoloog en reformator